# Górówka sudecka
Górówka sudecka (kniejowiec sudecki) (Erebia sudetica) - gatunek motyla z rodziny południc. Występuje w Masywie Centralnym, zachodniej części Alp, w Sudetach oraz na pojedynczych stanowiskach w Karpatach Południowych. W Polsce spotykany w Górach Bialskich, ale nie wiadomo czy jeszcze występuje na tym terenie.
Rozpiętość skrzydeł: 28 - 33 mm. Skrzydła z wierzchu i od spodu ubarwione prawie identycznie, brunatne z rdzawymi plamkami wzdłuż zewnętrznych brzegów. Wewnątrz plamek czarne punkty.
Siedlisko ma na nasłonecznionych polanach leśnych i łąkach górskich na wysokości od 600 do 1200 m n.p.m. 
W ciągu sezonu ma jedno pokolenie. Motyle latają w lipcu i sierpniu.
Liczebność w Polsce była szacowana na kilkadziesiąt osobników, obecnie trudna do potwierdzenia - prawdopodobnie motyl na tym terenie już wymarł. Zagrożeniami dla niego są sztuczne zalesianie łąk i stoków górskich, wypas owiec, masowa turystyka i kolekcjonowanie tych rzadkich motyli przez hobbystów. Gatunek objęty ochroną gatunkową ścisłą. W Polskiej Czerwonej Księdze Zwierząt otrzymał status CR - gatunku skrajnie zagrożonego.